# Alphonse Milne-Edwards
Alphonse Milne-Edwards (Parigi, 13 ottobre 1835 – Parigi, 21 aprile 1900) è stato un naturalista e zoologo francese.

## Biografia
Figlio dello zoologo Henri Milne-Edwards, Alphonse si laureò in medicina nel 1859 e divenne professore nella scuola di Farmacia nel 1865. In seguito, 1876, ricoprì la cattedra di Ornitologia e di Mammologia
presso il Muséum national d'histoire naturelle, dove si specializzò nello studio degli uccelli fossili e nelle esplorazioni abissali, finché  nel 1891 divenne Direttore del Museo stesso.
Nel 1879 fu eletto membro dell'Accademia francese delle scienze e nel 1876 membro straniero della Società zoologica di Londra. Dal 1873 al 1900 fece parte del Consiglio di Amministrazione della "Società nazionale francese per l'Acclimatazione".
Infine, succedette al padre quando costui, raggiunta l'età della pensione, lasciò la cattedra di "Vertebrati".
Alphonse Milne-Edwards era genero di J.P. Stanislas Desnoyers (1800 - 1887), geologo, archeologo, storico e membro dell'Istituto.

## Attività e studi
Nel 1881 condusse una missione di esplorazione scientifica nel Golfo di Biscaglia, che in seguito prolungò sino alle Isole Canarie, alle Isole del Capo Verde e alle Azzorre. Queste imprese gli valsero la medaglia d'oro della Royal Geographical Society. Condusse anche ricerche sui mammiferi del Madagascar e dell'Asia centrale.
Pubblicò numerosissimi lavori di Ornitologia. Sono da citare le sue Recherches anatomiques et paléontologiques pour servir à l'histoire des oiseaux fossiles de la France (4 volumi, 1867-1872) e le Recherches sur la faune ornithologique éteinte dans les Îles Mascareignes et de Madagascar (1866-1874).

## Elenco parziale delle pubblicazioni
- 1850 - Rapport sur la production et l'emploi du sel en Angleterre. Parigi.
- 1860 - Histoire des Crustacés podophthamaires fossiles. Annali di Scienze naturali, Zoologia.
- 1862-1865 - Monographie des Crustacés de la famille des Cancériens. Annali di Scienze naturali, Zoologia.
- 1862 - Sur l'existence de Crustacés de la famille des Raniniens pendant la période Crétacée. Resoconto per l'Accademia delle Scienze di Parigi.
- 1864 - Recherches anatomiques, zoologique e paléontologiques sur la famille des Chevrotains. Martinet, Parigi.
- 1866-1873 - Recherches sur la faune ornithologique éteinte des Îles Mascareignes et de Madagascar. Masson, Parigi.
- 1867-1872 - Recherches anatomiques et paléontologiques pour servir à l'histoire des oiseaux fossiles de la France. Masson, Parigi.
- 1868-1874 - Recherches pour servir à l'histoire naturelle des mammifères. Masson, Parigi.
- 1873 - Descriptions de quelques crustacés nouveau ou peu connus provenant du Musée de M.C. Godeffroy. Giornale del Museo Godeffroy.
- 1879 - Notice sur les travaux scientifiques. Martinet, Parigi.
- 1879 - Note sur quelques crustacés fossiles appartenant au groupe des Macrophthalmiens. Bollettino della Società filomatica di Parigi (in collaborazione con Gian Battista Brocchi).
- 1879 - Histoire physique, naturelle et politique de Madagascar. Parigi (in collaborazione con Alfred Grandidier).
- 1880 - Report on the results of dredging, under the supervision of Alexander Emanuel Agassiz, in the Gulf of Mexico and the Caribbean Sea: 1877, 1878, 1879. By the U.S. Coast Survey Steamer "Blake" VIII. Études prèliminaires sur les Crustacés. Bollettino del Museo di Zoologia Comparata dell'Harvard College.
- 1881 - Note sur quelques Crustacés fossiles des environs de Biarritz. Annali di Scienze geologiche, Parigi.
- 1882 - Eléments de l'Histoire naturelle des Animaux. Masson, Parigi.
- 1888-1906 - Expéditions scientifiques du Travailleur et du Talisman pendant les annèes 1880, 1881, 1882, 1883. Masson, Parigi.
- 1891 - Crustacés. Gauthier-Villars, Parigi.
- 1893 - Notice sur quelques espèces d'oiseaux actuellement éteintes qui se trouvent representées dans les collections du Musée d'Histoire naturelle. Parigi.
- 1897 - Histoire naturelle des Animaux. Masson, Parigi.

| A. Milne-Edwards è l'abbreviazione standard utilizzata per le specie animali descritte da Alphonse Milne-Edwards. Categoria:Taxa classificati da Alphonse Milne-Edwards |